# ギリシャ神殿

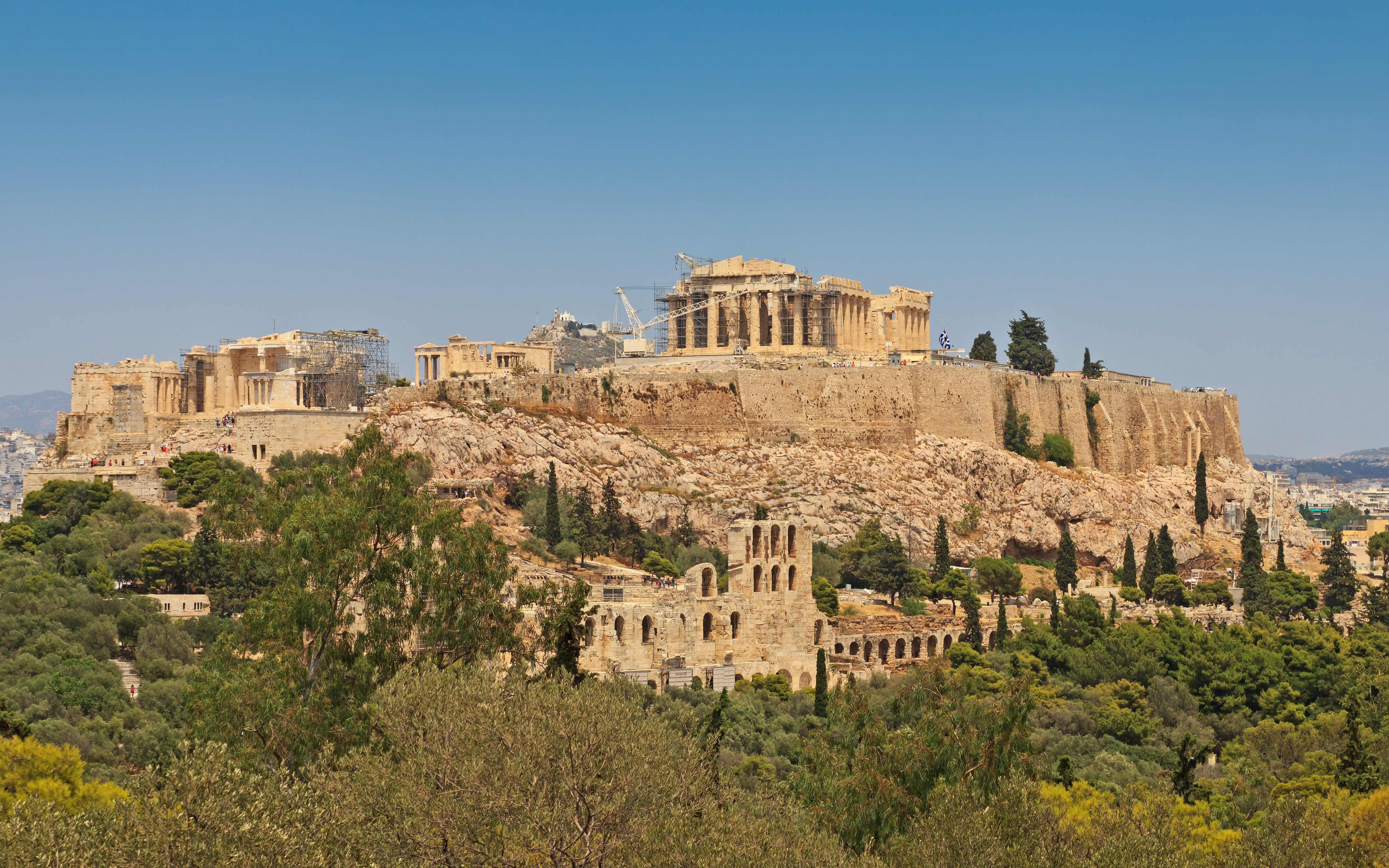
アテネのアクロポリスにあるパルテノン神殿

ギリシャ神殿（ギリシア語: ναός）、または古代ギリシャ神殿（英語: Ancient Greek temple）とは、古代ギリシャの宗教やギリシャ神話に登場した神々の神像を安置するために造られた建物である。
ギリシャ建築全体における最も重要で、かつ広く普及した様式であり、神殿の内部は単なる神像を祀る場所ではなく、所在地の聖職者たちの「集会所」や、奉納品・宝物を保管するための「倉庫」として使用されされていた。一方、一般のギリシャ民衆向けに行われる供犠や霊的体験を伴う儀式は、通常、神殿の外側にある広い土地、つまり「聖域」で行われていた。この聖域の範囲は非常に広く、明確な定義は無かった。

## 表記と翻訳
- 古代ギリシャ語の原文は「ναός」、本来の意味は「住居」で、神殿や古代神殿の意味が無い。
- 「ναός」をローマ字の発音で表記すると「 nāós」となる。
- ラテン語の「templum」とは語源も意味も異なるが、翻訳の慣例として、現代の英語では「Greek temple」や「Ancient Greek temple」と翻訳する。

## 概要

### 外観
常識中の「真っ白な神殿」とは異なり、ギリシャ神殿は本来の色が鮮やかで、彩色と金箔が施され、赤や青の塗装が白い石材やスタッコは古典的な美を表現していた。さらに、装飾が豊かな神殿には、ペディメント（破風部分）にレリーフや彫刻などの非常に精緻な人物装飾が施され、これらの人物は通常、神々ではなく、神殿の資金提供者やこの地域の都市・町の管理者であることが多かった。

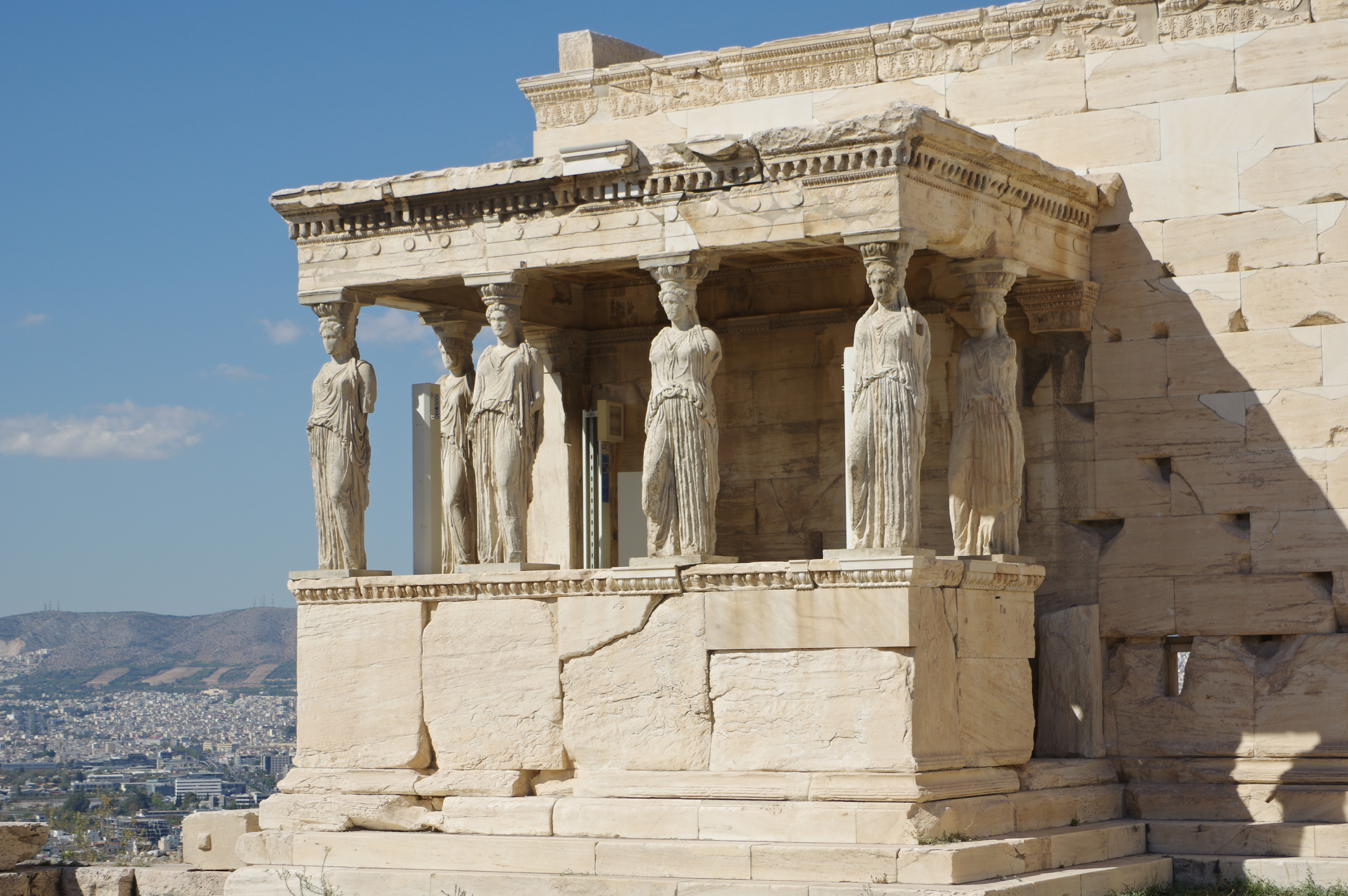
女神型の柱（ポルチコ）はエレクティオン神殿の特徴。

ギリシャ神殿は、美学を追求するためだけに造られたものでは無く、「柱の下部直径」や「基壇の寸法」などに基づいた科学的な比例で設計されていた。このようにして作られた神殿は数学的・物理的にも厳密さを保ち、千年にわたってもその原状を保つことができる。また、構造上には調整できない部分を「遠近法」で活用させ、視覚上の錯覚によって建築全体のバランスを調整する方法が主流であった。
神殿の周辺には、神像が安置された建物のほかに、通常、ペリボロス（囲いの壁や柵）で囲まれた広大な「聖域」もあり、神殿はその中央に位置していた。アテネの「アクロポリス」が最も有名な聖域であるが、ここは神殿が建てられる前には、街を守る城塞だった。聖域には、神殿のほかにも多くの附属施設があり、例えば、神聖な森や清流の泉、神に捧げられた動物園、野菜の栽培園、また聖職者や法から逃れた人々（例えば逃亡奴隷）が保護を求めて入った部屋などがあった。
さらに、ほとんどのギリシャ神殿は天文学の知識を取り入れ、正門が東の星座に向けて設計されていた。ヘレニズム時代になるとますます豪華になり、各種の宝石は神殿の装飾として普通に取り入れられるようになった。

### ギリシャ人が神殿に対する姿勢
古代ギリシャ世界では、戦争や資金不足によって神殿が崩壊することもあったが、それらを修復することも多かった。例えば、ポセイドン・ソテル（救済者）の神殿は、紀元前449年にペルシア帝国を撃退したあと、アテネの外で再建されていた。紀元前3世紀以降、ギリシャ人の大規模な神殿建設への情熱は次第に減少し、紀元前2世紀に短期間の建設ブームがあったものの、紀元前1世紀にはほとんど停止した。それ以降は、小規模で実用的な建物が主流となり、古い大規模な神殿は未完成のまま留まっていた。現代のギリシャ人は、廃墟や遺跡を鑑賞することを1つの楽しみとしており、古代建築を改修したり、復元したり、塗装したりすることはほぼ無かった。
現代のギリシャ共和国でも、数多くの神殿の遺跡が残されている。一方、ヘレニズム時代には、西南アジアや北アフリカでもギリシャ神殿と同じ機能を持つ建物があったが、地元の伝統に従い、ギリシャとは異なる設計がされたことが多かった。このため、ギリシャ国土以外のギリシャ神殿は、通常のものとは異なる外観を持っている。例えば、グレコ・パルティアやバクトリアの神殿、またエジプトの伝統に従ったプトレマイオス朝の神殿などがその例である。
紀元前9世紀から紀元前6世紀にかけて、古代ギリシャの神殿は、泥煉瓦の小さな建物から、四方に柱廊を備えた二重柱の記念碑のような構造へと変化した。これを「ペリプテラル」と呼び、周囲を柱が取り囲む様式である。この時の建築技術は、すでに高い水準に達しており、高さは屋根を除いても20メートルを超えることがしばしばあった。地域ごとにその風格が異なるが、全体的に統一感もあった。
当初は「ドリス式」と「イオニア式」といった柱の外観で区別するのが主流だったが、紀元前3世紀後期には「コリント式」という、より複雑で装飾的な柱が登場し、区別が難しくなった。「コリント式」の発明に伴い、ギリシャ神殿では斬新な設計が誕生し、建築としての多様性が一層広がっていた。
ヘレニズム時代後期、ギリシャ世界は大きな経済的衰退を経験し、その結果、ローマ共和国が次々とギリシャの国家たちを呑み込んでいきた。神殿を作る匠や職人たちは、イタリア半島に連れ去られ、ギリシャ神殿ではなく、新たな「ローマ神殿」を築き始めていた。ローマ神殿はギリシャの強い影響を受け、外観から一目瞭然の共通点があるが、異なる美学や数学の原則に従っていた。